# Naha-Te
Ne doit pas être confondu avec Shuri-te.
Le Naha-te (那覇手, main de Naha) est le nom de l'un des deux styles majeurs de karaté d'Okinawa.
Il est également désigné par le nom générique de shōrei-ryū.
Il s'est développé depuis le XVIe siècle à Naha (capitale actuelle d'Okinawa), et a donné naissance au gōjū-ryū et à l’uechi-ryū.